# Euphausia vallentini
Euphausia vallentini is een krillsoort uit de familie van de Euphausiidae. De wetenschappelijke naam van de soort is voor het eerst geldig gepubliceerd in 1900 door Stebbing.